# Sarcophaga bainbriggei
Sarcophaga bainbriggei är en tvåvingeart som beskrevs av Nandi och Ray 1925. Sarcophaga bainbriggei ingår i släktet Sarcophaga och familjen köttflugor. Inga underarter finns listade i Catalogue of Life.